# Bylaw EP
Bylaw EP è il terzo EP del DJ olandese Martin Garrix, pubblicato il 19 ottobre 2018 dalla Stmpd Rcrds.

## Descrizione
L'EP è stato pubblicato in cinque parti, con una modalità simile al precedente EP Seven: ogni giorno dal 15 al 19 ottobre 2018, Garrix rendeva disponibile un singolo fino a pubblicare per intero il 19 ottobre del medesimo anno l'EP. I cinque brani sono caratterizzati dalla partecipazione di vari ospiti, tra cui i Blinders, Dyro, Pierce Fulton e Mike Shinoda. Alcuni dettagli delle varie uscite sono stati inizialmente fatti trapelare da un post misterioso pubblicato sul sito web di Garrix. Quest'ultimo infine ha confermato i dettagli del nuovo EP, tramite il suo profilo ufficiale di Twitter.

## Tracce
1. Breach (Walk Alone) (with Blinders) – 2:58 (Martin Garrix, Mateusz Owsiak, Ilsey Juber, Dewaine Whitmore)
2. Yottabyte – 3:30 (Martin Garrix, Frank van Essen)
3. Latency (with Dyro) – 3:24 (Martin Garrix, Dyro)
4. Access – 3:15 (Martin Garrix)
5. Waiting for Tomorrow (with Pierce Fulton feat. Mike Shinoda) – 4:07 (Martin Garrix, Pierce Fulton, Mike Shinoda, Brad Delson)

## Classifiche
| Classifica (2018)              | Posizione massima |
| ------------------------------ | ----------------- |
| Paesi Bassi                    | 85                |
| Stati Uniti (dance/electronic) | 19                |